# Springsjön
Springsjön är en sjö i Filipstads kommun i Värmland och ingår i Göta älvs huvudavrinningsområde. Sjön är 20 meter djup, har en yta på 0,423 kvadratkilometer och befinner sig 242,4 meter över havet.

## Delavrinningsområde
Springsjön ingår i det delavrinningsområde (663746-139298) som SMHI kallar för Utloppet av Springsjön. Medelhöjden är 271 meter över havet och ytan är 4,24 kvadratkilometer. Det finns inga avrinningsområden uppströms utan avrinningsområdet är högsta punkten. Vattendraget som avvattnar avrinningsområdet har biflödesordning 4, vilket innebär att vattnet flödar genom totalt 4 vattendrag innan det når havet efter 392 kilometer. Avrinningsområdet består mestadels av skog (84 procent). Avrinningsområdet har 0,42 kvadratkilometer vattenytor vilket ger det en sjöprocent på 10 procent.